# Chang'an
Chang'an (xinès tradicional: 長安, xinès simplificat: 长安, pinyin: Cháng'ān, Wade-Giles: Ch'ang-an) és la capital de la Xina antiga, actualment la seva zona l'ocupa Xi'an.

## Història
Liu Bang, fundador de la dinastia Han, va establir a Chang'an la capital de l'imperi després de derrotar la dinastia Qin el 202 aC. Chang'an va continuar sent la capital després de la usurpació del tron per Wang Mang fins al final del regnat d'aquest, l'any 24. Després de la restauració de la dinastia Han, la capital es va portar a la ciutat de Luoyang, fet que marca l'inici de l'època coneguda com a Han oriental, i Chang'an va passar a ser coneguda simbòlicament com a Xījīng (西京, 'capital occidental').
Durant la seva època d'esplendor amb els Han orientals, Chang'an va ser una de les grans metròpolis del món, comparable amb Roma. Hi acabava la ruta de la Seda, via d'intercanvi comercial amb l'Àsia central, bàsic per a l'economia de l'Imperi xinès. La ciutat va entrar en crisi després del trasllat de la capital a Luoyang.
Tot i que va tornar a ser capital de dinasties i regnes menors, Chang'an recuperarà la seva esplendor a partir de la reunificació de la Xina amb la dinastia Sui el 589. Els Sui van construir una nova Chang'an a uns quilòmetres de l'antiga ciutat de la dinastia Han. Sota la dinastia Sui i la dinastia Tang, Chang'an es va convertir una vegada més en un dels grans centres comercials i culturals del món. Va arribar a ser la ciutat més gran del món, amb més d'un milió d'habitants. En el moment de màxim comerç en la ruta de la Seda, es va convertir en una ciutat cosmopolita on els xinesos convivien amb comunitats d'origen persa i centreasiàtiques. La ciutat estava administrada seguint un model d'estil militar. Els Tang van dividir la ciutat en recintes emmurallats en una disposició reticular que s'ha conservat parcialment a l'actual Xi'an.
Després de la rebel·lió d'An Lushan, la dinastia Tang va entrar en crisi. Mentre l'Emperador Daizong de Tang estava a Luoyang poc després de conquerir Yan, les tropes de l'imperi Tibetà sota el comandament de Takdra Lukhong van ocupar Chang'an durant quinze dies instal·lant el príncep Li Chenghong com a emperador titella. L'any 765 Chang'an va ser assetjada per una aliança de l'Imperi Tibetà i el Kanat Uigur però els uigurs van trencar la seva aliança i Takdra Lukhong va ser derrotat per les forces aliades xineso-uigures dirigides per Guo Ziyi i va haver de retirar-se. Chang'an no va tornar a recuperar mai més la seva esplendor, tot i que va adquirir certa importància amb la dinastia Ming, quan es van construir noves muralles en una àrea més reduïda que la de la ciutat Tang, i la ciutat va canviar de nom a Xi'an.